# Robert Ryan
Robert Bushnell Ryan, född 11 november 1909 i Chicago i Illinois, död 11 juli 1973 i New York, var en amerikansk skådespelare.

## Biografi
Under studietiden vid college hade Robert Ryan stor framgång inom idrotten, bland annat var han mästare i tungviktsboxning fyra år i rad. Efter examen arbetade han som hjälpreda på boskapsfarmer, indrivare och fotomodell. Han började sedan studera vid en teaterskola och gjorde scendebut 1939; filmdebut 1940 i Golden Gloves. 1941–1942 uppträdde han på Broadway och tjänstgjorde sedan inom Marinkåren.
Ryans storhetstid inom filmen var i slutet av 1940-talet och början av 1950-talet, bland annat i rollen som hemlig älskare i triangeldramat Vrakspillror (1947) och som antisemitisk mördare i Hämnden är rättvis samma år.
Ryan var en mångsidig, mycket duktig skådespelare; på något sätt verkade han aldrig få de roller han förtjänade. Han spelade ofta hårdföra eller brutala karaktärer. Privat var han däremot en anspråkslös, lågmäld man som kämpade för olika medborgarrättsliga och religiösa grupper, såsom American Civil Liberties Union (ACLU) och American Friends Service Committee (AFSC). Ryan grundade en teaterskola vid UCLA (University of California at Los Angeles) och en religiöst fristående skola i San Fernando Valley i Kalifornien.
Ryan avled, 63 år gammal, i lungcancer 1973.

## Filmografi
- 1940 – Knock-out
- 1943 – Behind the Rising Sun
- 1943 – Kärlekskamrater
- 1943 – Upp i det blå
- 1947 – Hämnden är rättvis
- 1947 – Vrakspillror
- 1948 – Förrädaren
- 1948 – Berlin Express
- 1948 – Pojken med gröna håret
- 1949 – Fångad
- 1949 – Knock-Out
- 1949 – I Married a Communist
- 1950 – Dålig flicka
- 1950 – The Secret Fury
- 1951 – Attack i luften
- 1951 – Ligan bakom lagen
- 1952 – Urladdning
- 1952 – Farlig mark
- 1952 – Beware, My Lovely
- 1952 – Revolverns lag
- 1953 – Den nakna sporren
- 1953 – Uppdrag i Jamaica
- 1953 – Inferno
- 1954 – Hennes tolv män
- 1955 – Terror i Tokyo
- 1955 – En man steg av tåget
- 1955 – Man mot man
- 1955 – Främlingen från djungeln
- 1956 – Stormdrivet flygplan
- 1956 – Sheriffen från Keystone
- 1957 – Män i krig
- 1958 – Möte med okänd
- 1958 – Guds lilla land
- 1959 – Mot alla odds
- 1959 – De laglösas dag
- 1960 – Norr om lag och rätt
- 1961 – Konungarnas konung
- 1962 – Den längsta dagen
- 1962 – Billy Budd
- 1965 – Det stora slaget
- 1965 – Spionen från öster
- 1966 – De professionella
- 1967 – Slaget vid Little Big Horn
- 1967 – Tolv fördömda män
- 1967 – Sheriffen i Tombstone
- 1968 – Slaget vid Anzio!
- 1968 – A Minute to Pray, a Second to Die
- 1969 – Det vilda gänget
- 1969 – Kapten Nemo - härskaren under haven
- 1971 – Lagens man
- 1971 – Kärleksmaskinen
- 1972 – Med döden i hälarna
- 1973 – Hämnarna
- 1973 – Tre skott i Dallas - presidentmordet
- 1973 – Iceman Cometh
- 1973 – Bloodfight